# Banca (Francia)
Banca è un comune francese di 350 abitanti situato nel dipartimento dei Pirenei Atlantici nella regione della Nuova Aquitania.
I comuni più vicini sono: 
Aldudes (5.4 km), Saint-Étienne-de-Baïgorry (5.9 km), Urepel (7.2 km), Arnéguy (7.8 km), Anhaux (8.2 km), Irouléguy (8.3 km), Lasse (9.9 km), Ascarat (10.8 km).

## Società

### Evoluzione demografica
Abitanti censiti